# 関西学院構内古墳
関西学院構内古墳（かんせいがくいんこうないこふん、関学古墳）は、兵庫県西宮市上ケ原一番町にある古墳。上ケ原古墳群を構成する古墳の1つ。形状は円墳。西宮市指定史跡に指定されている。

## 概要
兵庫県南東部、甲山南東麓に築造された古墳である。現在は関西学院大学構内に所在する。一帯には本古墳のほかにも小円墳数十基が所在し、上ケ原古墳群を形成した。1959年（昭和34年）に発掘調査が実施されている。
墳形は円形で、直径約12メートル（推定復元18メートル）・高さ約3メートルを測る。埋葬施設は片袖式の横穴式石室で、南南西方向に開口する。石室内の調査では、2個体以上の人骨のほか、副葬品として装身具類・鉄鏃・馬具・須恵器が検出されている。築造時期は古墳時代後期の6世紀後半ごろと推定され、7世紀初頭ごろまでの追葬が想定される。
古墳域は1974年（昭和49年）に西宮市指定史跡に指定されている。

## 遺跡歴
- 1935年（昭和10年）、実測調査（武藤誠ら）。
- 1959年（昭和34年）、市史編纂作業に伴う発掘調査（武藤誠ら、1967年刊行の『西宮市史』第7巻に報告）。
- 1974年（昭和49年）3月20日、西宮市指定史跡に指定。

## 埋葬施設

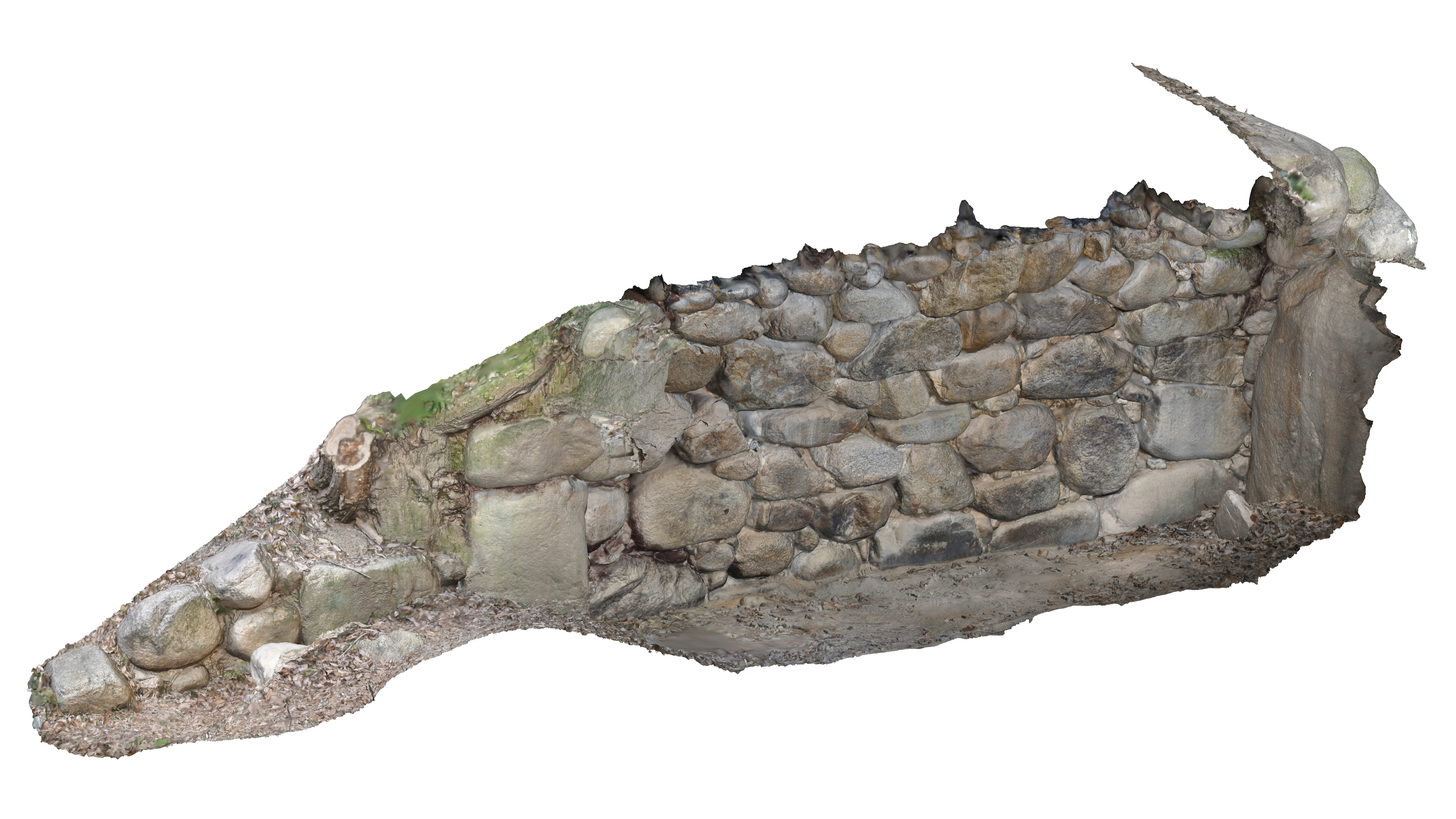
石室俯瞰図

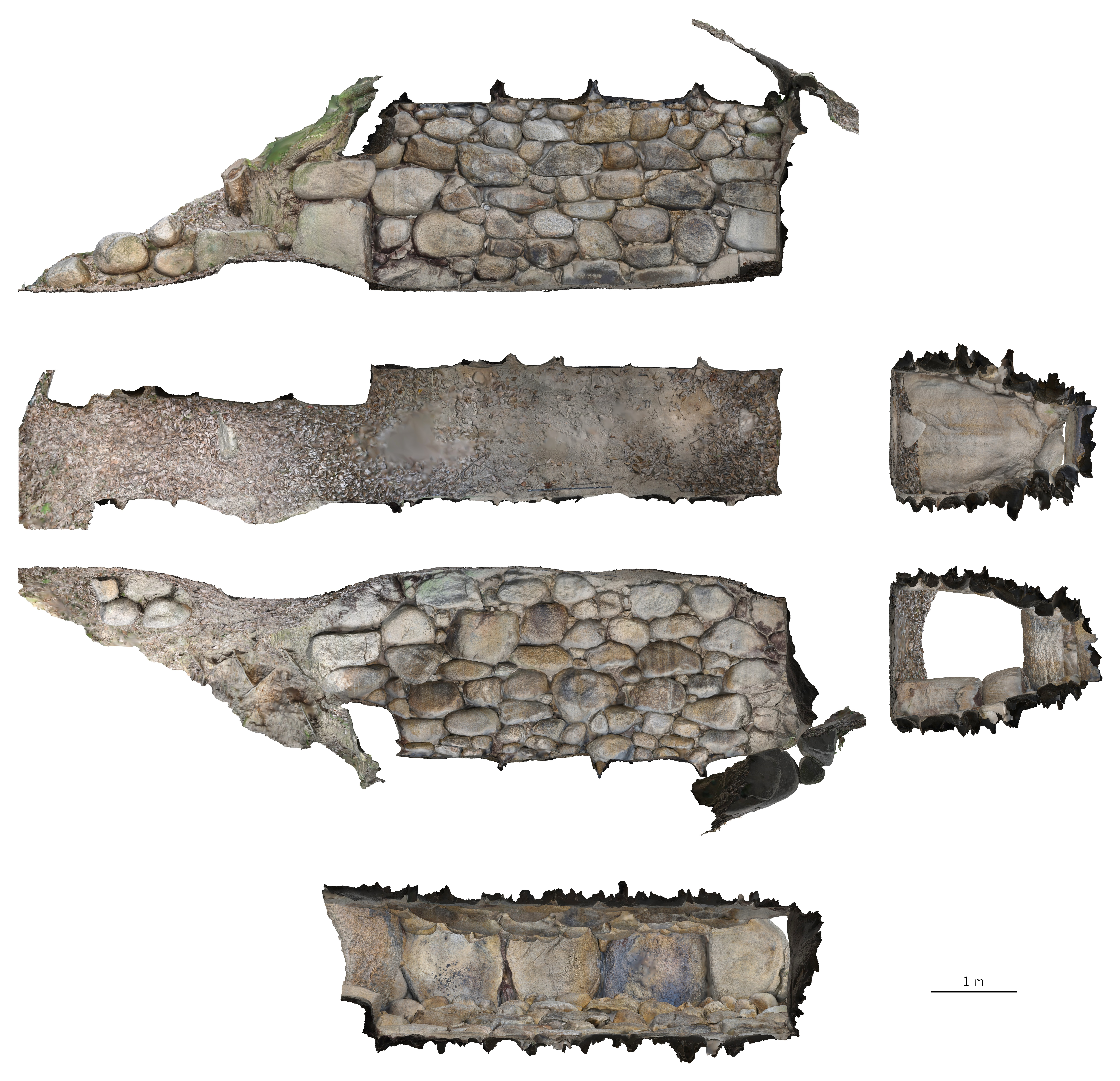
石室展開図

埋葬施設としては片袖式横穴式石室が構築されており、南南西方向に開口する。石室の規模は次の通り。
- 玄室：長さ4.74メートル、幅1.5メートル、高さ2.4メートル
- 羨道：現存長さ5メートル、幅1.2メートル

石室の石材は、仁川渓谷産の花崗岩の川原石。玄室の奥壁は1段積みで、側壁は6・7段積み。天井石は4枚。羨道は大きく破壊されており、全体像は明らかでない。
玄室奥の床面には、棺を据えたと見られる石列が認められる。石室内の調査では、人骨（骨片・歯：2個体以上）のほか、装身具類（金環5・滑石製勾玉1・琥珀製棗玉2・碧玉製管玉9・水晶製切子玉6・ガラス製小玉37）・武器（鉄鏃4）・馬具（革帯留金具1）・須恵器（坏1・坩1）が検出されている。

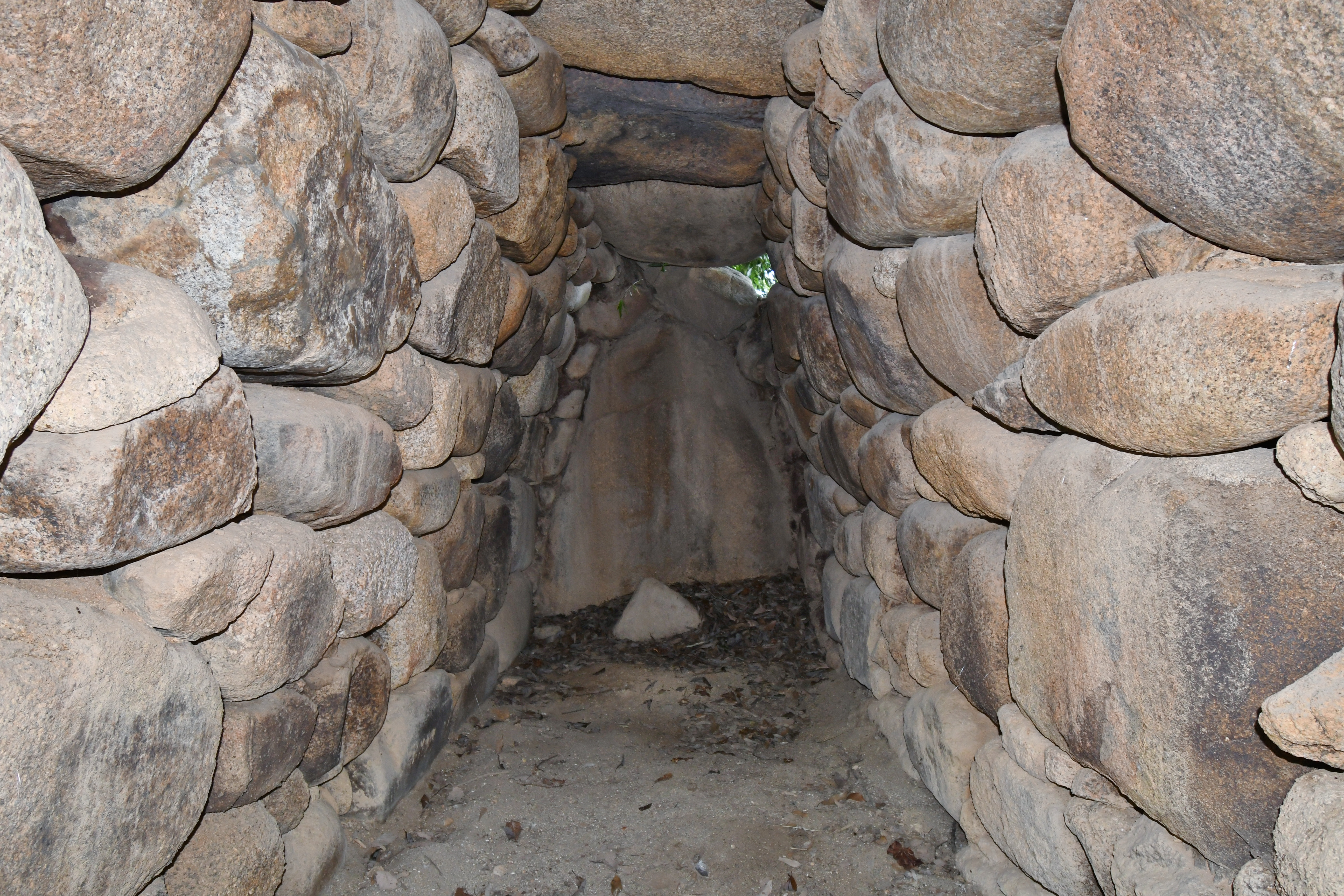
玄室（奥壁方向）
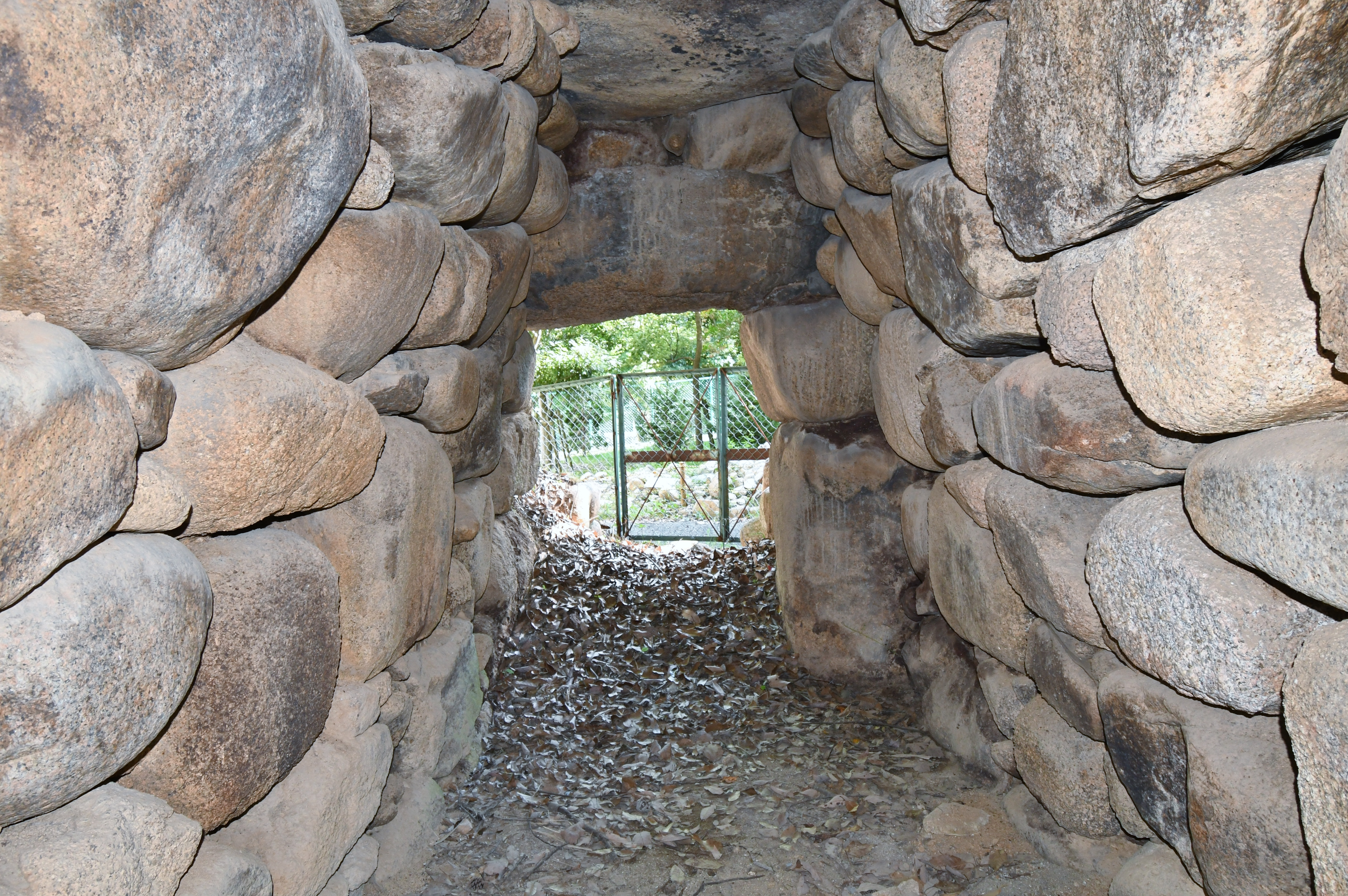
玄室（開口部方向）
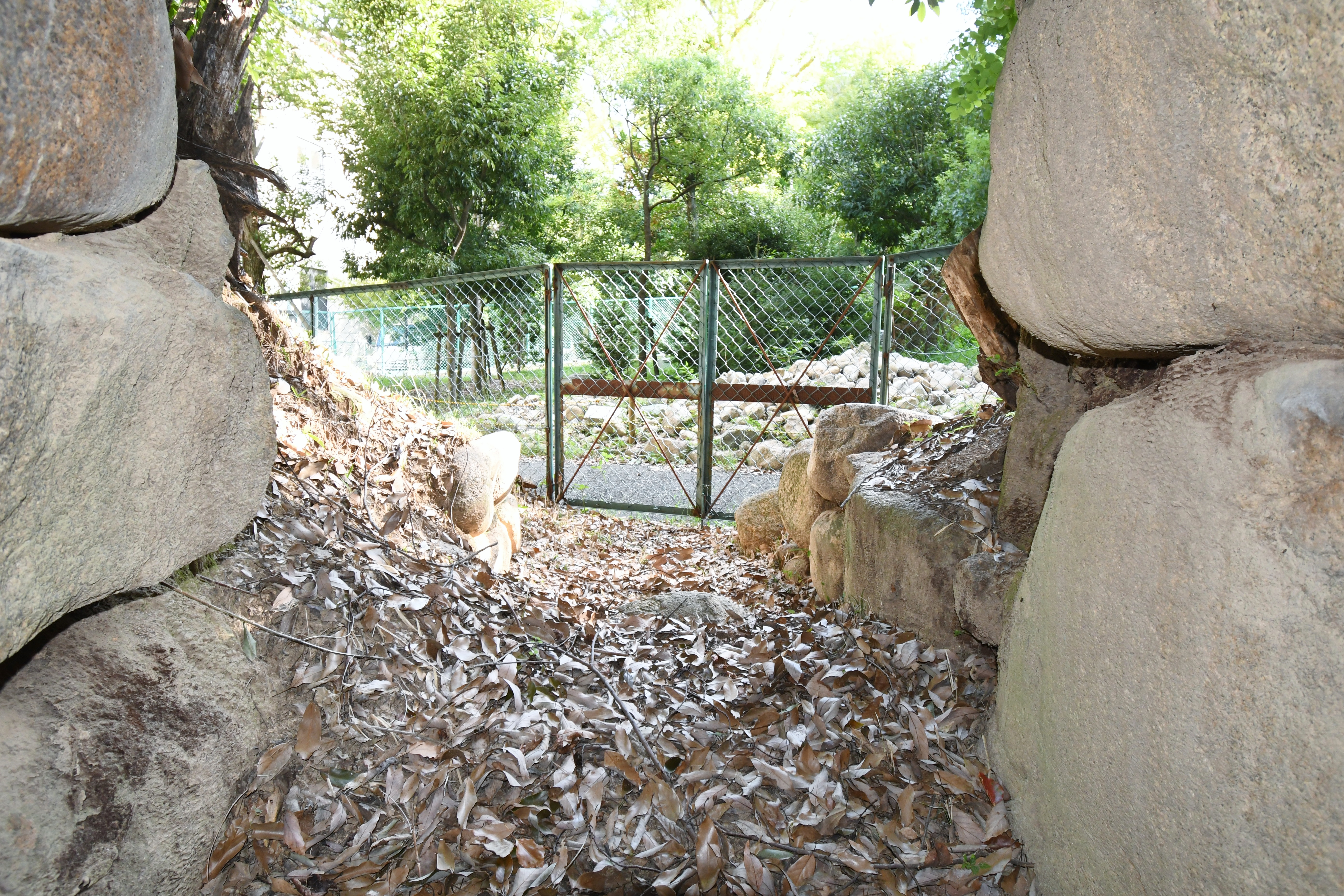
羨道（開口部方向）
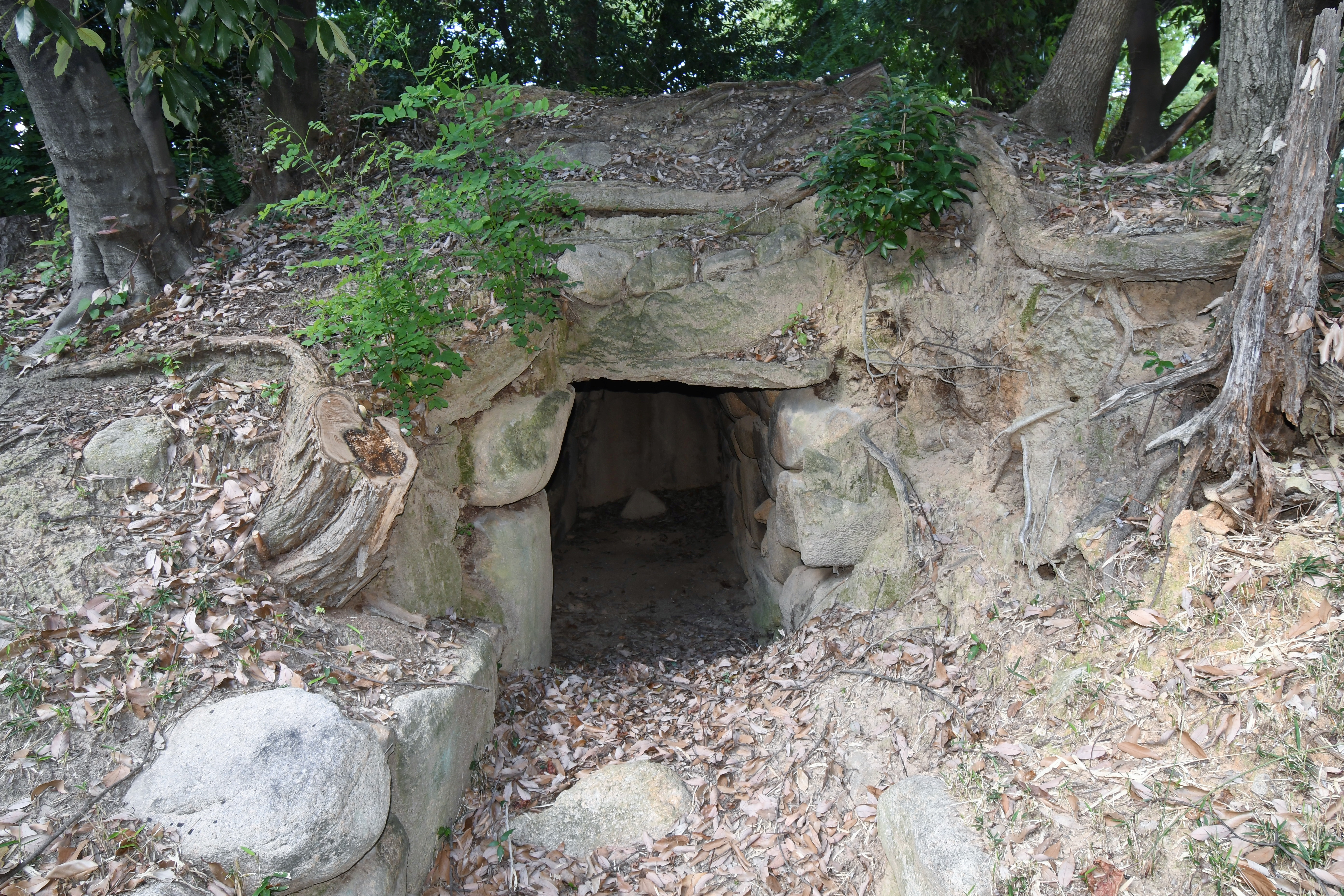
羨道（玄室方向）

## 文化財

### 西宮市指定文化財
- 史跡
  - 関西学院構内古墳 - 1974年（昭和49年）3月20日。

## 関連文献
（記事執筆に使用していない関連文献）
- 『西宮市史』 第7巻 資料編4、西宮市役所、1967年。
- 『関西学院考古 -構内古墳現状遺物報告-』第2号、関西学院大学考古学研究会、1975年6月。 - リンクは奈良文化財研究所「全国遺跡報告総覧」。
- 「関西学院構内古墳」『関西学院考古』第3号、関西学院大学考古学研究会、1976年8月、7-9頁。 - リンクは奈良文化財研究所「全国遺跡報告総覧」。
- 武藤誠「古墳のあるキャンパス -関西学院構内古墳と私-」『関西学院考古』第7号、関西学院大学考古学研究会、1981年11月、9-12頁。 - リンクは奈良文化財研究所「全国遺跡報告総覧」。
- 松林宏典「関西学院構内古墳」『ひょうご考古』第6号、兵庫考古研究会、2000年11月1日、103-104頁。
- 高田祐一「関西学院構内古墳の3次元計測調査」『関西学院考古』第11号、関西学院大学考古学研究会、1922年12月31日、53-59頁。 - リンクは奈良文化財研究所「全国遺跡報告総覧」。